# クナーファ
クナーファ（アラビア語: كُنَافَةٌ UNGEGN式: Kunāfah）は、アラブ世界で一番有名な菓子（ペイストリー）であり、その材料となる小麦粉と水から作られる細麺状の生地のこともクナーファと呼ぶ。クナーフェ、クナフェ、ケナーフェなどと発音および表記する場合もある。

## 概要

### 生地
カダイフとも呼ばれる生地としてのクナーファは、伝統的に水と小麦粉から作られ、これを複数の細い注ぎ口が付いた器具を通して銅の大型円形金属調理用トレイ上に細い糸状に円を描くように垂らし、熱を通すことによって作られる。生地は伝統的に量り売りされる。

### 菓子
菓子のクナーファは地域によって多種多様の種類があるものの、概ね、サムナをまぶしたクナーファ生地でチーズを挟むか包んで共に焼き上げ、熱いうちに室温か冷たいアタール（シロップ）をかけ、仕上げにピスタチオをトッピングしたものである。例外があるものの原則温かいうちに食べられる。地域によってチーズの代わりにキシュタまたはナッツ類（クルミやアーモンド）が使用されることがある。
生地による分類では大まかに以下のものがある。

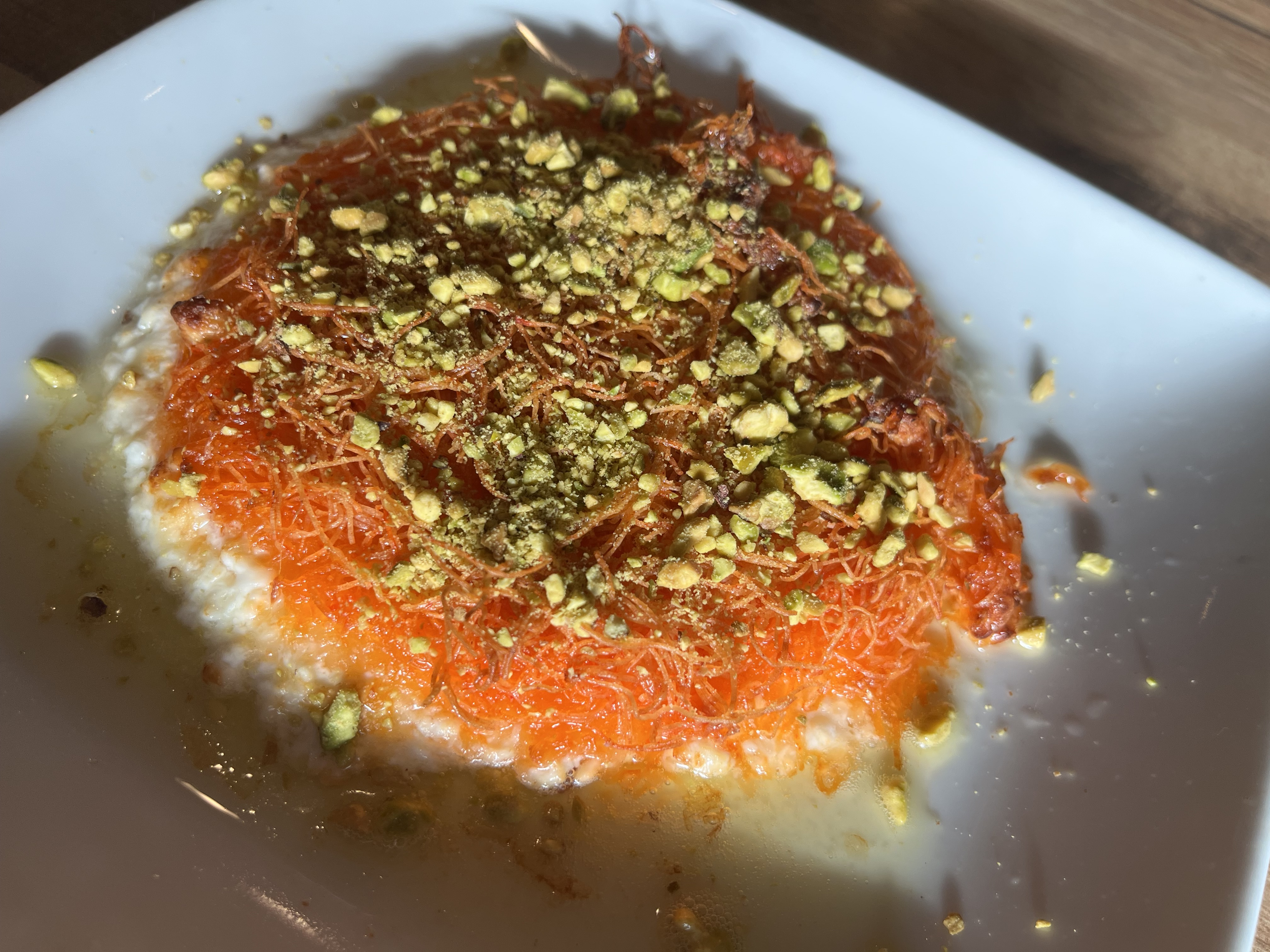
羊乳のチーズとオレンジ色の食用色素が加えられたカダイフ、そしてピスタチオのトッピングを用いたクナーファ・キシュナ

- クナーファ・キシュナ（アラビア語: خشنة、khishnah、 荒いまたは粗い） - クナーファ生地（カダイフ）の麺の形が残った状態のもの。
- クナーファ・ナーイマ（アラビア語: ناعمة、nāʿimah、滑らかまたは柔らかい） - クナーファ生地（カダイフ）を大変細かく砕くか、セモリナ粉から作られた生地が滑らかで柔らかいもの。
- クナーファ・ムハッヤラ（アラビア語: محيرة、muhayara、混乱する、二つの物の間）- キシュナとナーイメの両方の生地を使ったもの。
- クナーファ・マブルーマ（アラビア語: مبرومة、mabruma、ワイヤーロープ）- 長い麺状のままのクナーファ生地（カダイフ）がねじりよりあわされた形状のもの。

また、形状的には2層のクナーファ生地の間にフィリングを層状に挟んだものと、クナーファ生地でフィリングを巻いたもののがあり、前者は伝統的に大きな浅いトレイで調理される。
クナーファ生地を揚げるか焼くかした後に蜂蜜をかけ、その上にクリームか刻んだナッツをかけるとクナーファ・ビル・アッサル（كنافة بالعسل）と呼ばれる。

## 起源
起源はファーティマ朝である。13世紀半ばアイユーブ朝時代末期の『友人との絆』（al-Wuṣla ilā al-ḥabīb）というアラビア語の料理書などに言及され、千夜一夜物語にも靴直しのマアルフとその女房ファティマーなどにしばしば登場する。イスラム教のラマダーン期間中に好まれるデザートとして、カターイフとともに最もよく知られている。アラブ世界以外で名称にカターイフとの混乱がみられるのは、かつてクナーファ生地とカターイフがどちらも同じ生地から、タバク（طبق）という鉄板を用いて作られていたためである。

## 各地域のクナーファ

### パレスチナ
クナーファは、祝いの席に欠かせないパレスチナ料理の中心の位置を占めるものであり、パレスチナの名物である。パレスチナ人はクナーファに対して熱い思いを抱いており、例えばどこのお店が一番おいしいかや発音はクゥナーファなのか、ケーナーフェィなのか、ケナーファなのかなどを長時間延々と議論する。

#### ナーブルス（ヨルダン川西岸地区）
パレスチナの都市ナーブルスで生まれたことが名前の由来となっているクナーファ・ナーブルシーヤ（アラビア語: كنافة نابلسية、Knafeh NabulseyehまたはNabilsiyeh）は、クナーファの中でも一番有名で人気があり、一般的にただ単にクナーファと言った場合このバージョンを指す。 
ナーブルスのクナーファは、「この都市のトレードマークである、固くて白くて塩辛いナーブルスチーズが詰められ」、甘いアタール（シロップ）がかけられている。
パレスチナ難民の移送の際、隣接するヨルダン、シリア、レバノンへレシピが持ち込まれたため、それらの国で最も一般的なバージョンで、学者たちはナーブルスを現代のクナーファの首都と表現している。パレスチナとヨルダンでは生地にオレンジ色の食用色素が加えられることがある。

#### ガザ
ガザ地区のクナーファ・ガッザーウィヤ（アラビア語: كنافة غزاوية、Knafeh Ghazawiya）は、クナーファ・アラビーヤとも呼ばれ、チーズを使わず代わりにクルミなどのナッツ類をフィリングに使い、生地はセモリナ粉を使ったナーイマ・タイプで、ナツメグとシナモンの香りを利かせたものである。冷やしても食される。

### エジプト
クナーファ（コナーファ）のフィリングには、ナッツにレーズンを加えたものやカスタードクリーム、クリームを包んだものもある。

### レバノン

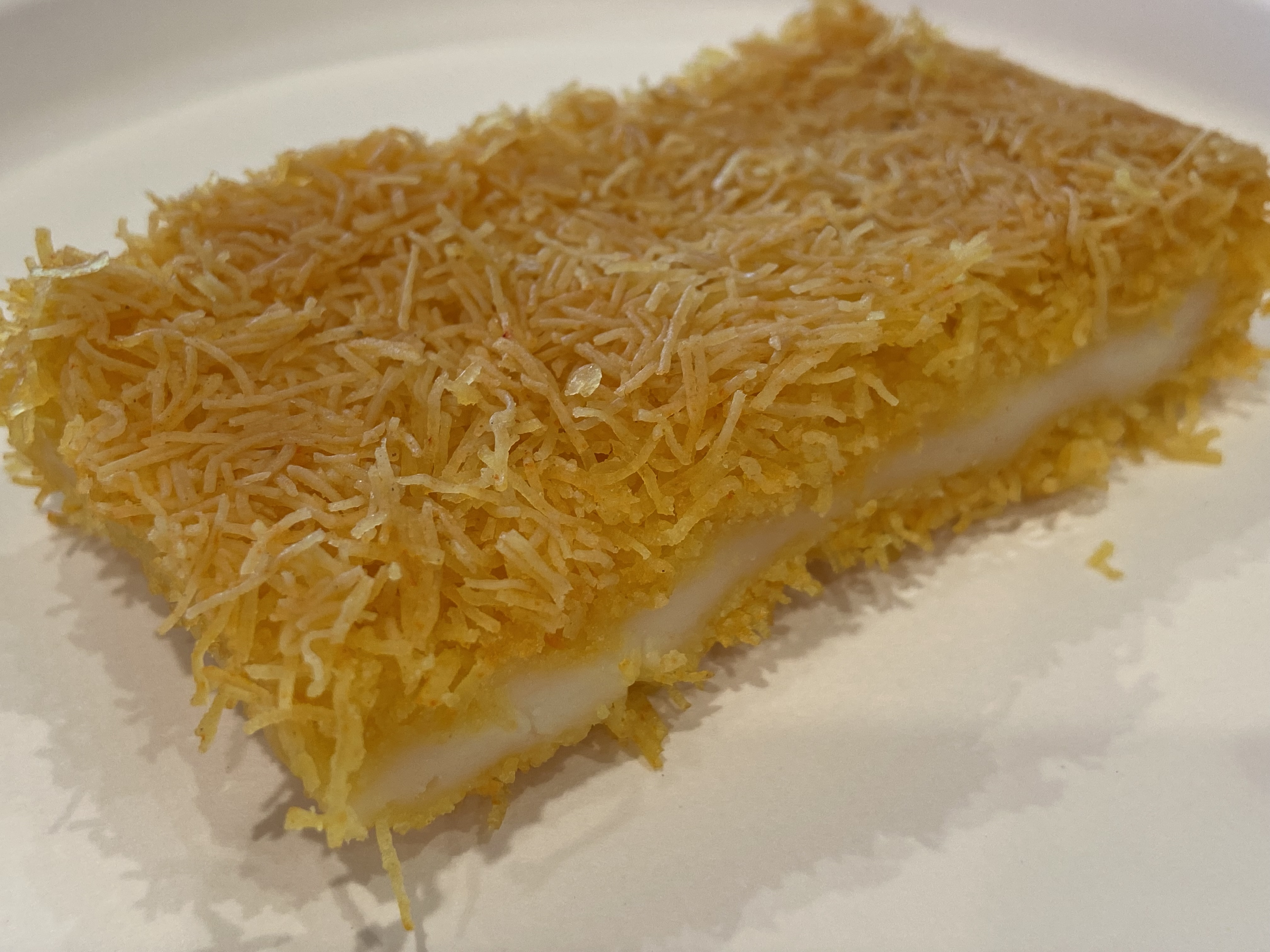
キシュタをフィリングに使ったオスマリーエとも呼ばれるクナーファ・キシュナ

チーズのクナーファも人気が高いが、チーズの代わりにキシュタを使うものもある。ゴマをまぶしたカアク（كعك）というパンにクナーファを挟んで朝食に食する。カダイフ麺を別個にカリカリに焼き上げた土台でキシュタを挟んだものはオスマリーエ（Osmalieh）とも呼ばれる。カダイフ麵でキシュタを挟んだ状態で一緒に焼く場合もある。

### イラク
クナーファ生地でナッツを巻いたものはバクラーワ・シャアリーヤ（بقلاوة شعرية、「細麺バクラヴァ」）、焼き色をつけずに仕上げたものをバクラーワ・バッルーリーヤ（بقلاوة بلورية、結晶バクラヴァ）と呼び、チーズやクリームをクナーファ生地の間に挟んで大きなトレーで調理したものをクナーファと呼ぶ。

### モロッコ
きつね色に揚げたワルカ（ورقة）という薄い生地の間に揚げたアーモンドとアーモンドミルクの甘いソースを挟んで層状にしたデザートをケネッファと呼ぶ。

### トルコ
クナーファ生地をカダユフ（トルコ語: Kadayıf）と呼び、菓子クナーファをキュネフェ（tr:Künefe）または カダユフ・ドルマ（「カダユフ包み」）と呼ぶ。カダユフ・ドルマに関しては、ルーツの論争がある。カダユフ生地をパンで代用すると、エクメク・カダユフ（Ekmek Kadayıfı）というブレッドプディング風の菓子となる。

### ギリシャ
クナーファをカタイフィ（ギリシア語: Καταΐφι, Κανταΐφι）と呼び、カスタードクリームやナッツを包む。

### ブルガリア
生地と菓子両方をカダイフと呼び、ナッツを包む。

### アルメニア
でナッツを包んだ菓子をテル・カダイフまたはクナフェ、チーズを包んだ菓子をバニロフ・テル ・カダイフと呼ぶ。前者には好みでイチゴやカイマクを添え、後者にはシロップをかけた後で刻んだピスタチオをふりかける。

### フランスとイタリア
フランス料理やイタリア料理ではクナーファ生地をカダイフと呼び、デザートのほか、魚や肉を包んで調理するのに使用される。

## 世界記録
2009年、パレスチナでは、巨大なクナーファ・ナーブルシーヤでギネス・ワールド・レコーズに挑戦した 。 
- 日時: 2009年7月18日
- 場所: パレスチナ自治区ナーブルス
- 企画人: ムハンナド・アル・アラビ（アラビア語: مهند الرابي）
- 動員数: 100,000人
- ケーキのデータ 
  - 寸法: 幅105-110cm、長さ74m
  - 重量: 1,765.011kg[注 2]
  - 材料: セモリナ粉700kg、ナーブルスチーズ600-700kg、乳脂肪分360kg、ローズウォーター、砂糖300-400kg、ピスタチオ40kg
  - 製作人員: 170人の菓子職人
  - 製作費用: $15,000（$30,000という説もある）

## ギャラリー

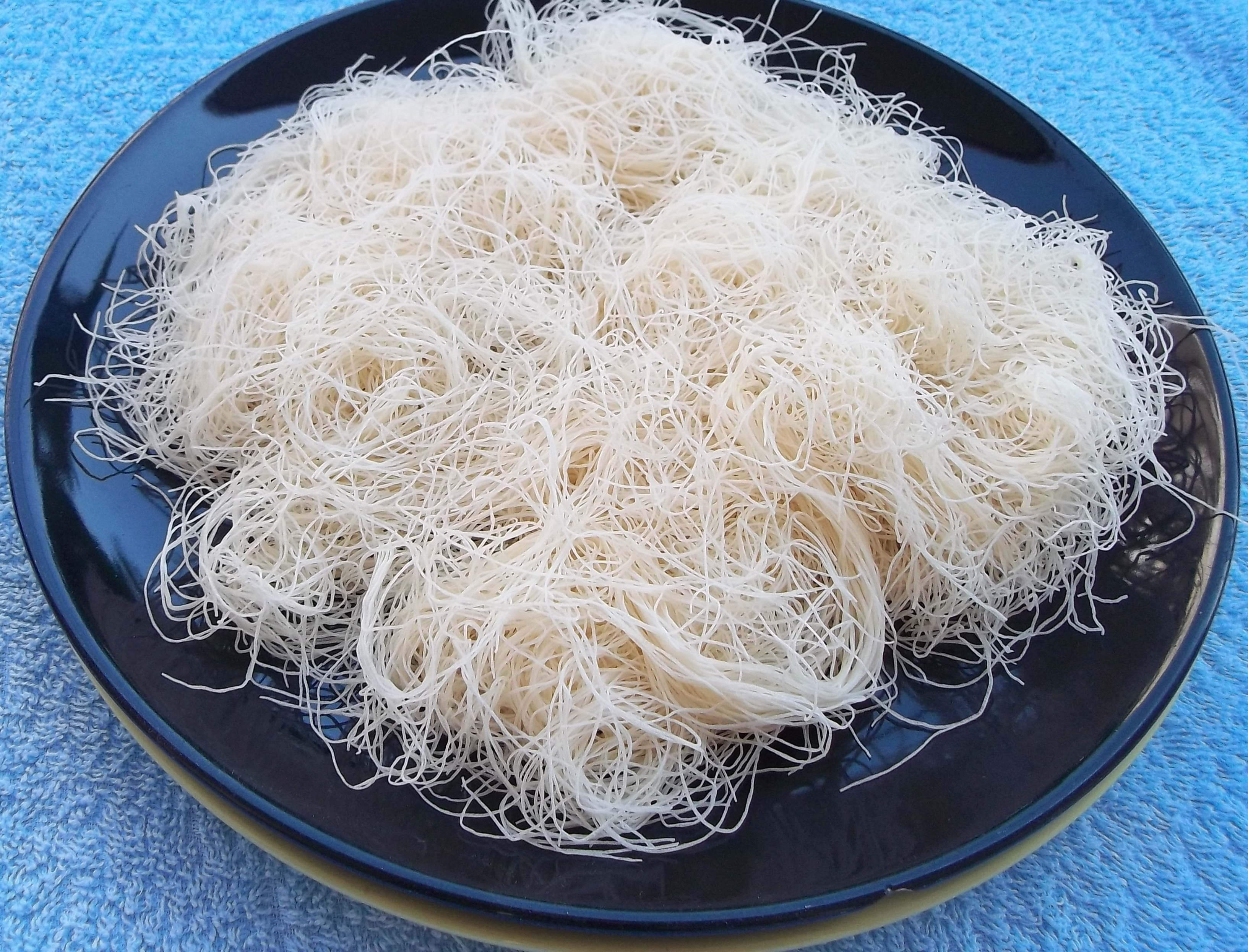
多くのクナーファの生地となる極細の麺状食材カダイフ。クナーファ、カダユフ、カタイフィなどさまざまな名前で呼ばれる。
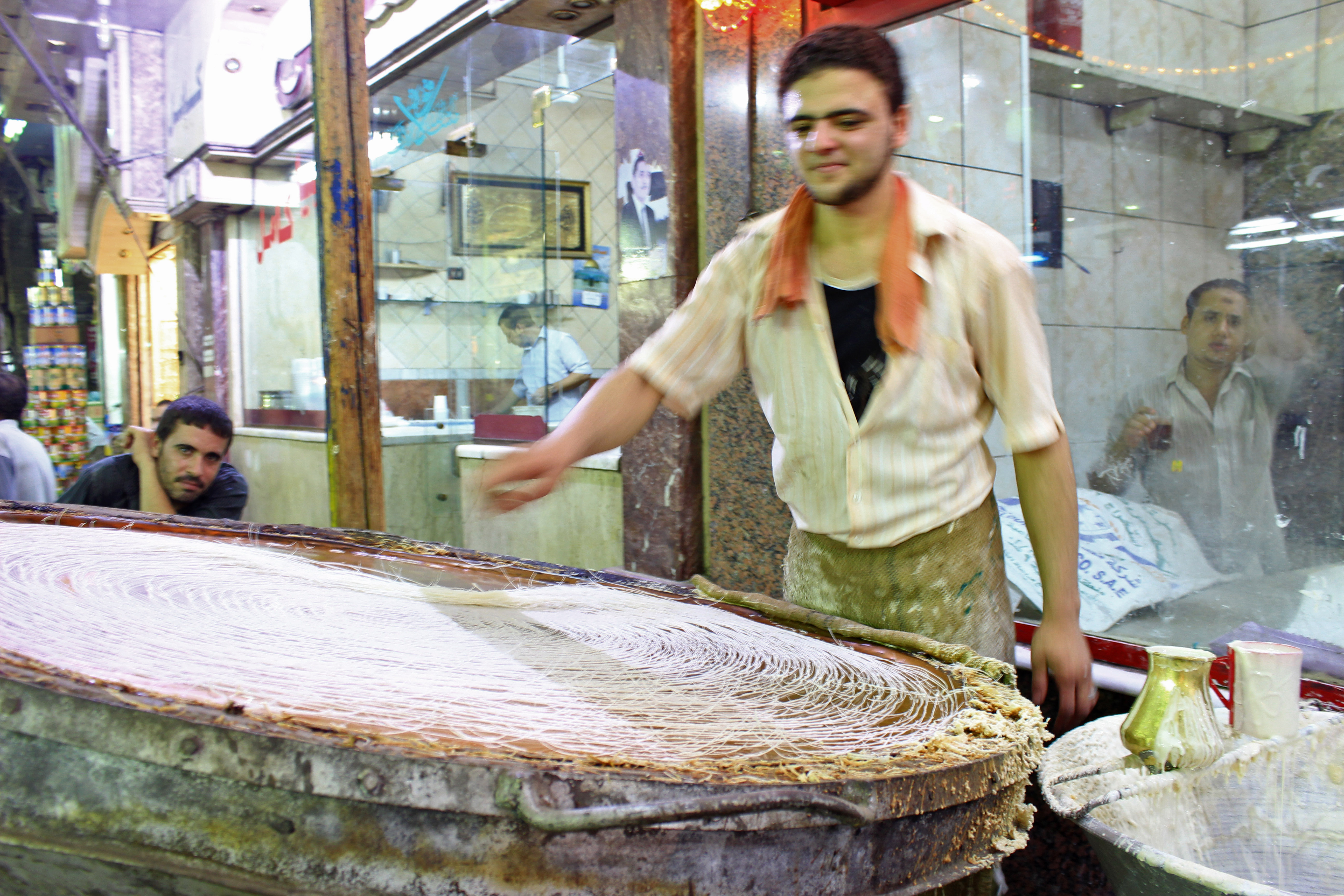
エジプトで伝統的な手法でクナーファ生地を作る職人。右下の金属製の器は薄い生地を細く垂らすために底にいくつもの注ぎ口が付いたクーズという器具。
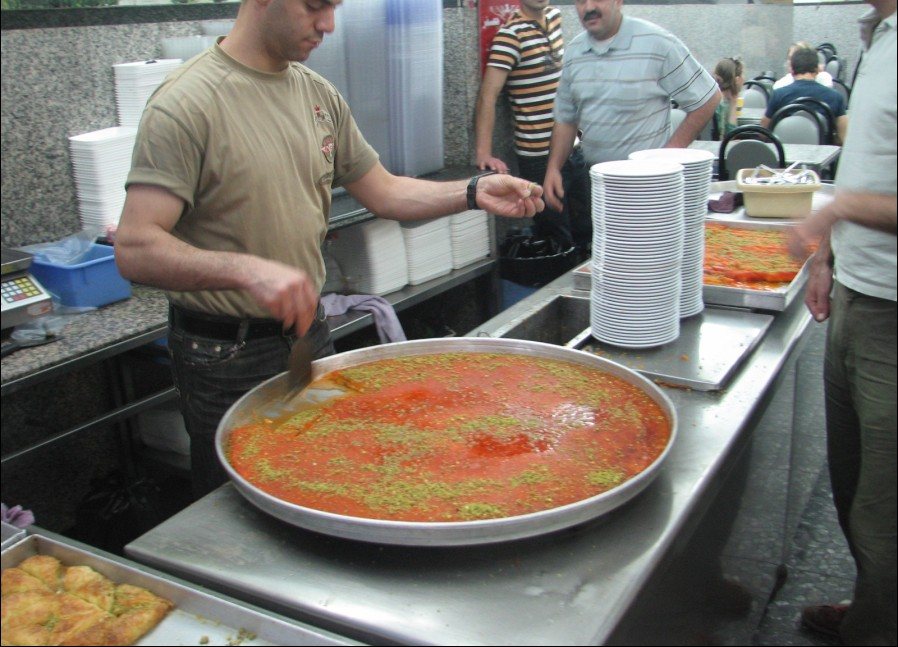
東エルサレム旧市街で調理に使われる大きなトレイからそのまま量り売りされるクナーファ。
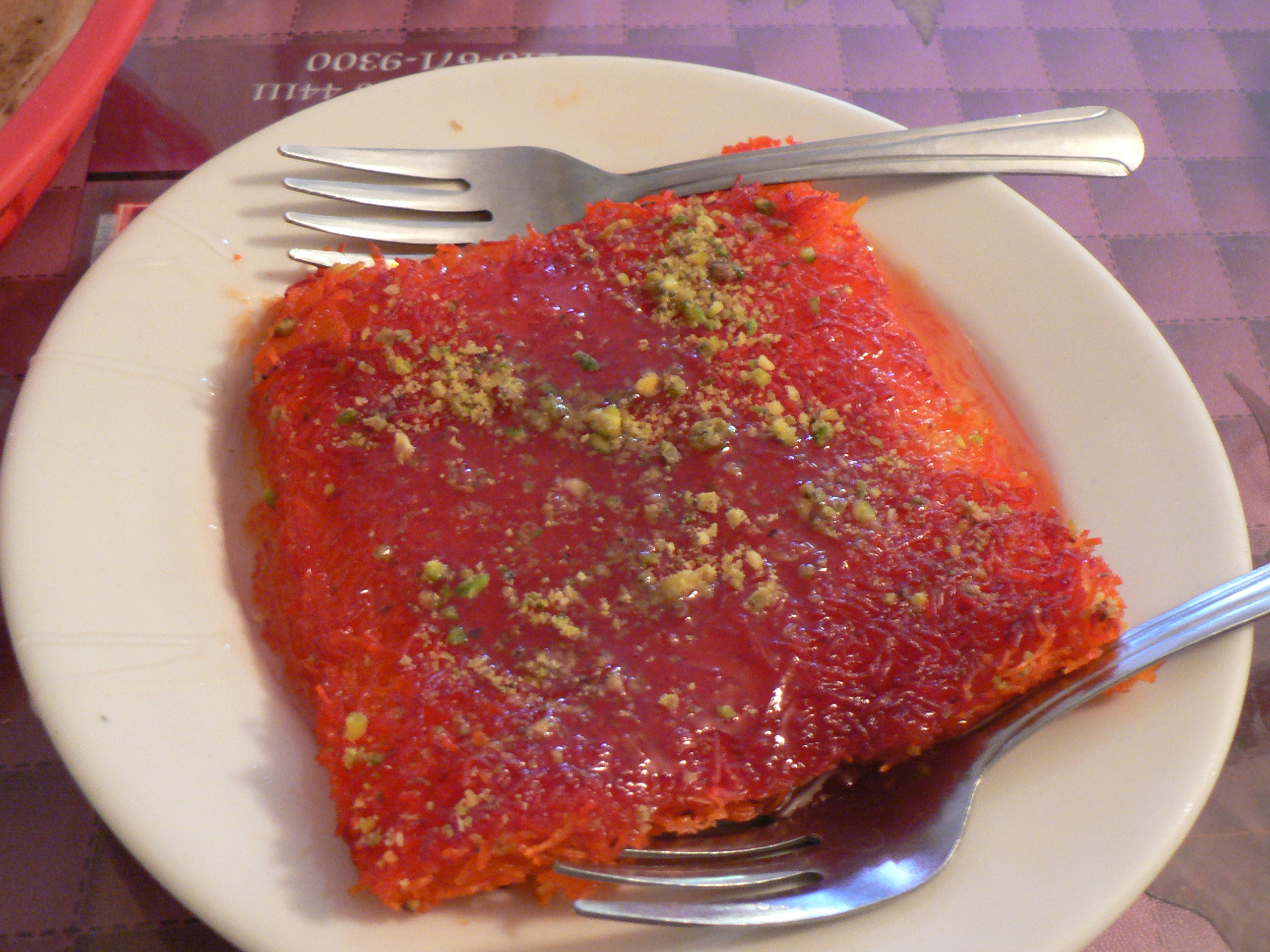
クナーファはオレンジ色の着色料が加えられることがある[7]。
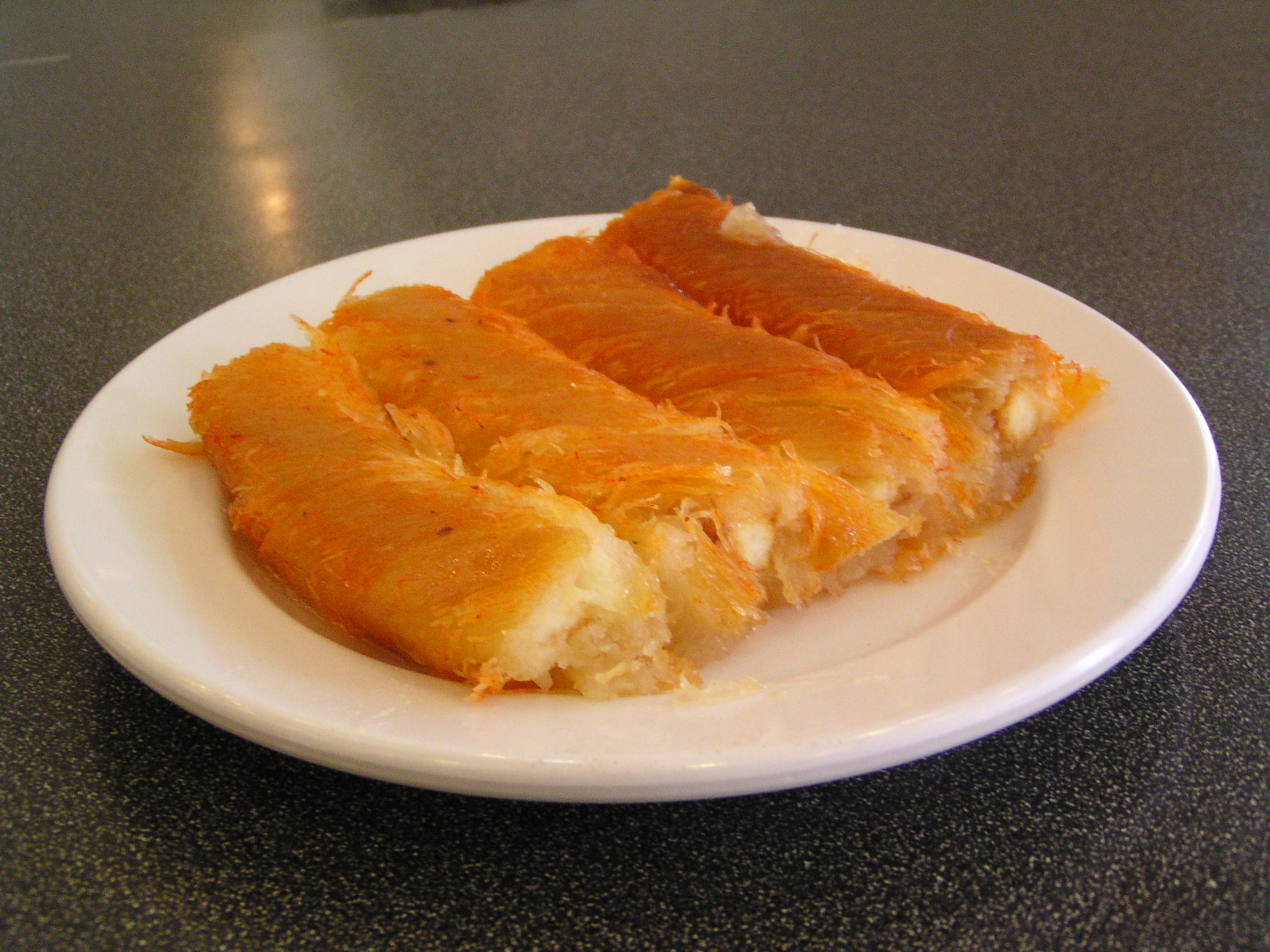
軽くよじられた細長い状態のクナーファ生地でフィリングを筒状に巻いたクナーファ・マブルーマ。
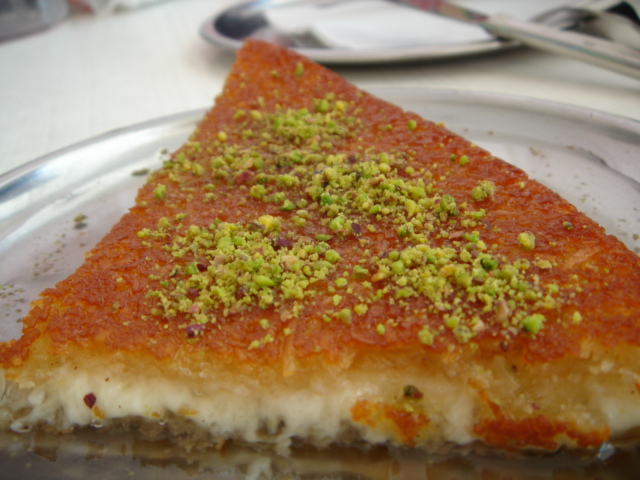
トルコのキュネフェ
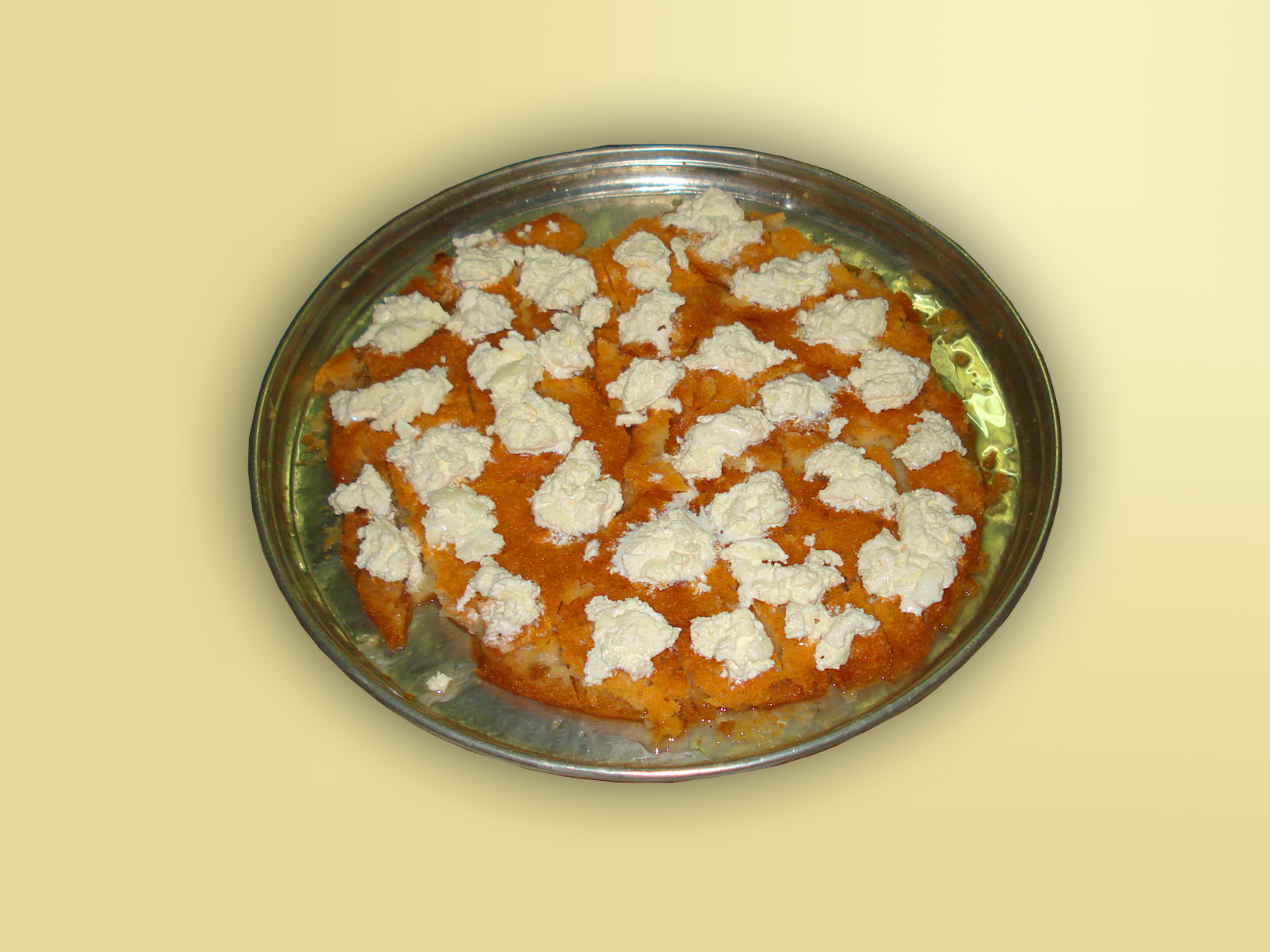
カイマクル・エクメク・カダユフ（カイマクを添えたパンのカダユフ）
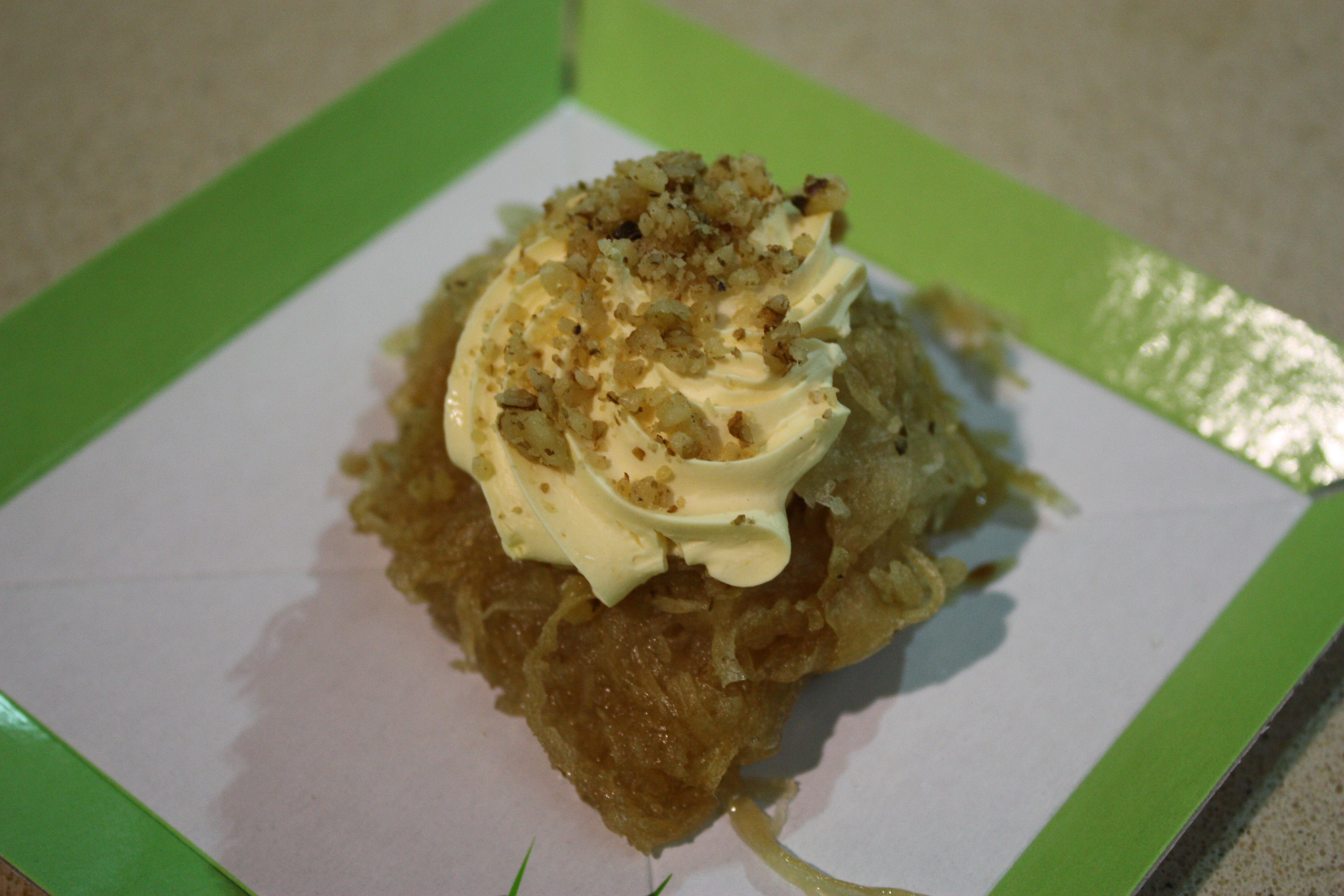
ソフィアのカダイフ